# Luc Houtkamp
Luc Houtkamp (Den Haag, 4 december 1953) is een Nederlands saxofonist, componist en orkestleider.
Houtkamp speelt vanaf 1972 als saxofonist/improvisator en werkte samen met onder andere Han Bennink, Ernst Reijseger, Fred van Hove, Martin Blume, Gilius van Bergeijk, Konrad Bauer, Johannes Bauer en George Lewis. Zijn muziek kenmerkt zich door een uiterst gestructureerde en conceptuele benadering van improvisatie. Daarnaast geniet hij bekendheid vanwege zijn beheersing van speciale technieken, zoals slaptongue, shakes, multiphonics.
Vanaf 1986 concentreert de Hagenaar zich op de elektronische muziek. In 2002 begint hij zijn eigen ensemble voor computermuziek, het POW Ensemble. Onder zijn leiding groeit deze groep uit tot het belangrijkste Nederlandse ensemble voor live-elektronische muziek. Kenmerkend voor het POW Ensemble is het overschrijden van de scheidslijnen tussen diverse muziekstijlen en kunstdisciplines.
In 2004 werd de saxofonist onderscheiden met de VPRO/Boy Edgar Prijs, de belangrijkste jazzprijs in Nederland.
De laatste jaren profileert Houtkamp zich steeds meer als componist voor andere musici en ensembles. Zo schreef hij recentelijk composities voor Erik Bosgraaf, het Belgische gitaarkwartet Zwerm, de David Kweksilber big band, het Amstel kwartet en voor het glas-carillon De Zingende Toren in Vleuten.
In 2014 verhuisde Luc Houtkamp naar Malta. Sindsdien pendelt hij regelmatig tussen het eiland en zijn geboortestad Den Haag. In Malta werkt hij aan diverse projecten rond nieuwe en geïmproviseerde muziek. Voor de Maltees/Beligische pianiste Gabi Sultana schreef hij in 2017 het stuk Hidden Histories, gebaseerd op muziek zoals die geklonken moet hebben in Valletta’s rosse buurt, Strait Street. In 2018 is hij betrokken bij verschillende projecten gedurende Valletta 2018. Zo componeerde hij de Kantilena Procession, een stuk voor 16 luidsprekers en viool, dat in première ging in de Ta’ Bistra katakomben in Mosta. Ook het POW Ensemble kreeg een eigen Maltese editie, met een project gebaseerd op de migratie rond de Middellandse zee: Map of The Mediterranean.